# Jacques Moeschal (football)
Pour les articles homonymes, voir Jacques Moeschal.
Jacques Moeschal est un footballeur belge, né le 6 septembre 1900 à Uccle (Belgique) et mort le 30 octobre 1956.
Attaquant du Racing Club de Bruxelles dans les années 1930, il a joué en équipe de Belgique à 23 reprises et marqué 6 buts.

## Palmarès
- International de 1928 à 1931 (23 sélections et 6 buts marqués)
- Participation à la Coupe du monde 1930 (2 matches joués)